# Espacio natural protegido de las Sierras de la Paramera y Serrota
Las Sierras de la Paramera y Serrota son un espacio natural protegido de la provincia de Ávila, en Castilla y León, España.
La sierra de la Paramera y La Serrota conforman una de las tres alineaciones que tiene el Sistema Central en la provincia española de Ávila, separadas por fosas. Son sierras muy deforestadas por las quemas realizadas por los pastores mesteños para conseguir pastos desde muy antiguo. En la Edad Media todavía debían de quedar bosques densos, ya que en textos medievales como El libro de la Montería de Alfonso XI se cita al oso como habitante de La Serrota y de La Paramera, concretamente en la Garganta de Santa María y El Barrialejo, en el término municipal de Navalmoral de la Sierra. 
Paralelas y al norte de la Sierra de Gredos se levantan este conjunto de alineaciones montañosas entre las que destacan las sierras de La Paramera y La Serrota. Sus cumbres más elevadas rozan los 2300 metros y conservan las huellas dejadas por la intensa erosión de los glaciares cuaternarios.
En las laderas de estas sierras abulenses, que todavía conservan unas buenas manchas de roble rebollo, tienen sus fuentes tres importantes ríos: el Adaja -que discurre por el Valle de Amblés-, el Alberche y el Corneja. También destaca un endemismo exclusivo de la Serrota: el Acanthorrhinum rivas-martinezii. Entre su fauna sobresale el águila real.

## Geomorfología

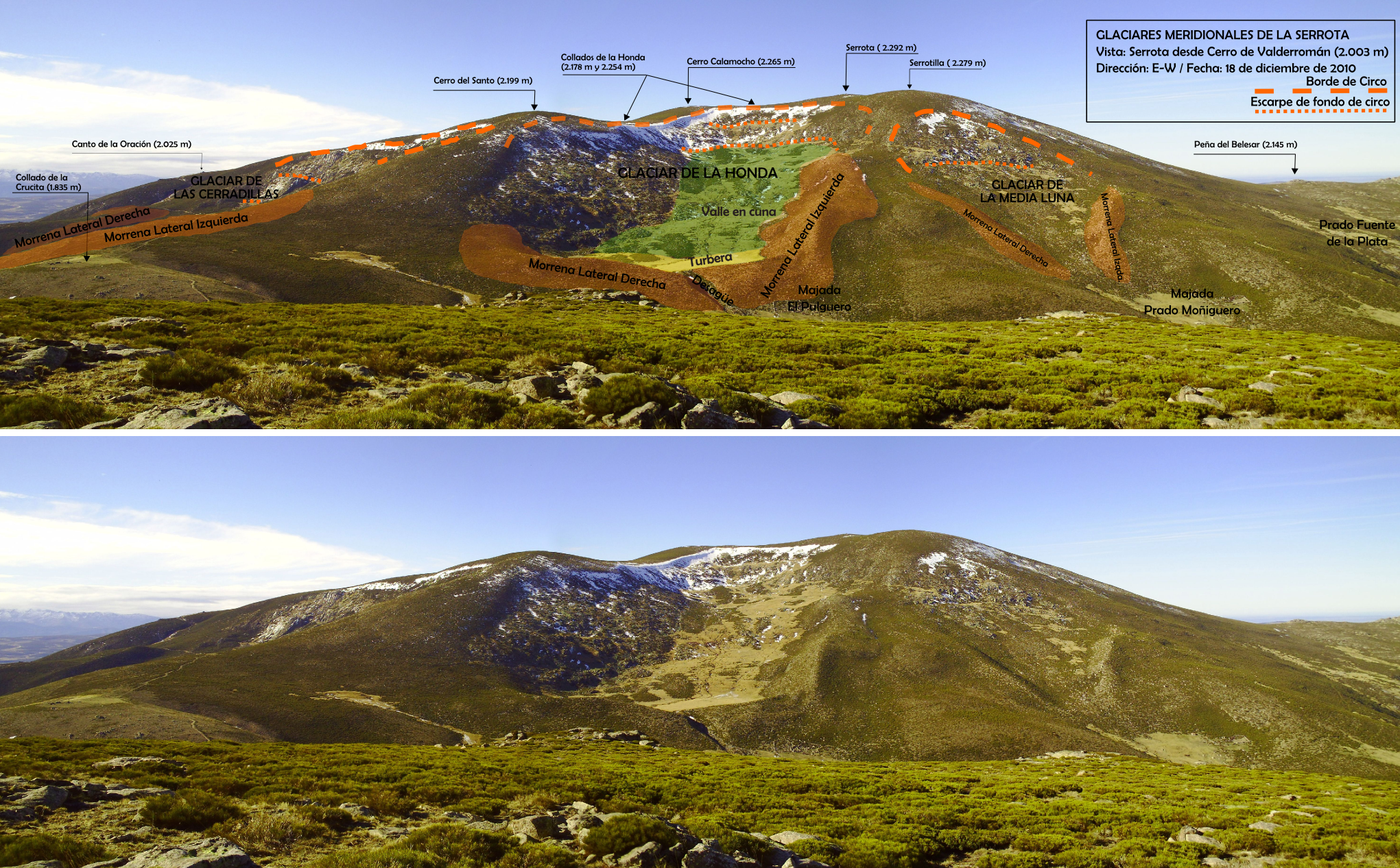
Glaciares meridionales y orientales de La Serrota

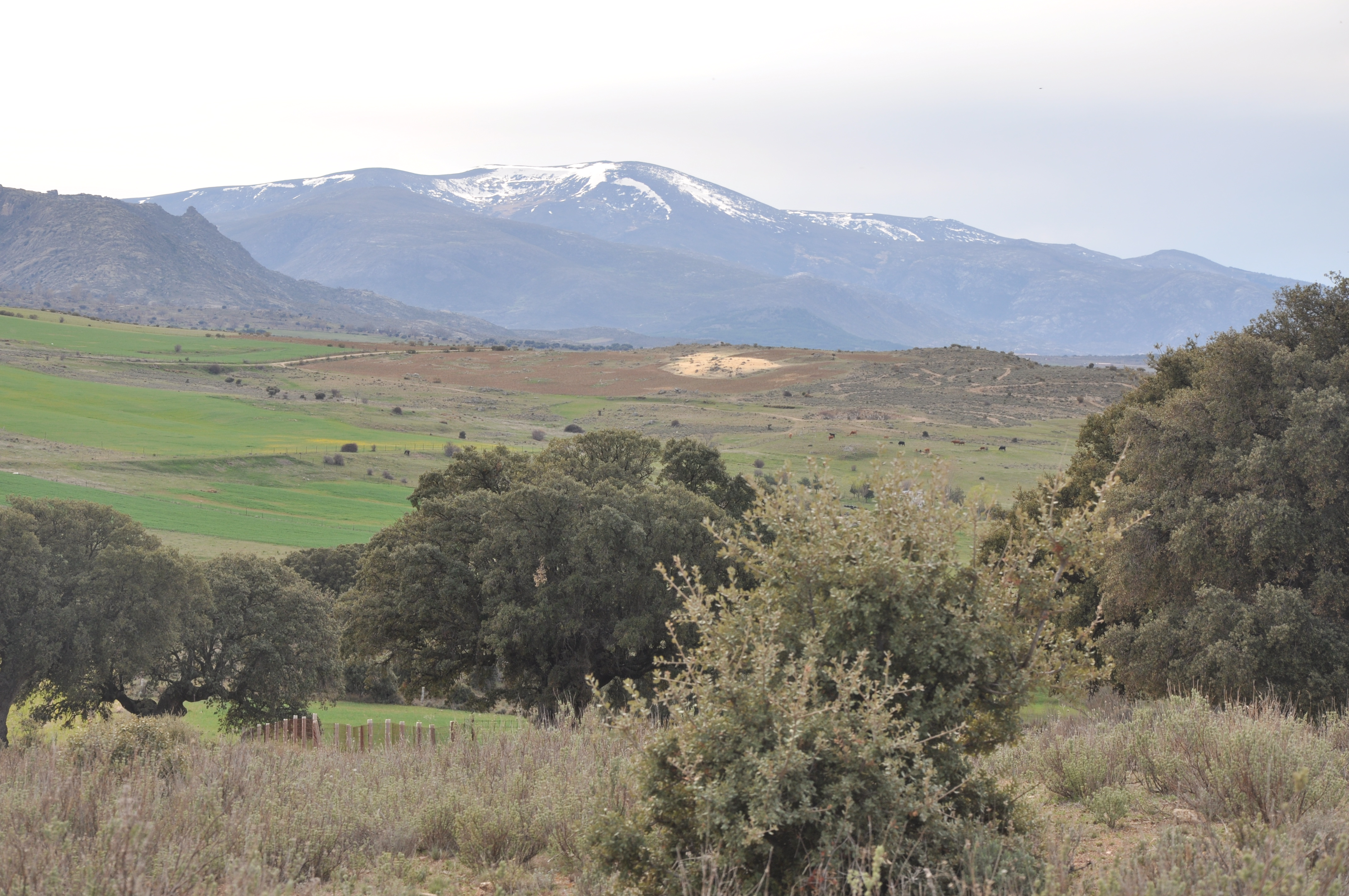
La Serrota desde Mironcillo

Las Sierras de Paramera y Serrota, como pertenecientes a la Cordillera Central, se caracterizan por formar parte del zócalo hercínico constituido por materiales ígneos y donde la tectónica de fractura es fundamental al elevar estos dos horst con una orientación longitudinal preferente E-O, sobre las fosas del Amblés y del Alberche a la vez que otra falla con dirección N-S los individualiza, la del Puerto del Pico que se prolonga por el collado del Puerto de Menga. Junto a ella destacar la presencia de diversas formas de modelado: arrasamientos erosivos, alteraciones de las rocas, encajamientos fluviales, pero reseñar especialmente el modelado glaciar y periglaciar, más importante el segundo (valles en cuna, nichos de nivación, pedreras, ...) que el primero, reducido a formas de transición del modelado glaciar al nival.
Predominan los paisajes graníticos, con su clásico modelado en berrocales (bolos, piedras caballeras, tors, etc). También quedan restos de morfología glaciar sobre todo en La Serrota (2.294 m), con pequeños circos  orientados a NE y E y morrenas terminales a 1600-1800 m. Los ríos que nacen en estas sierras se encajan formando algunas gargantas excavadas en granito, desprovistas de acumulaciones en su fondo, en las que se pueden observar algunos saltos de agua. La red fluvial está bien adaptada al sistema de fallas. El periglaciarismo fue importante en áreas por encima de los 1600 m, donde puede observarse todo tipo de morfología relacionada con estos procesos fríos, tales como laderas de bloques, grèzes litées, solifluxión, etc. En la actualidad todavía siguen vigentes muchos de estos procesos, especialmente los debidos a la gelifracción, como es el caso de los canchales; o la crioturbación y 
cuñas de hielo, como micropolígonos y césped almohadillado; o por acción de la solifluxión (guirnaldas, lóbulos).

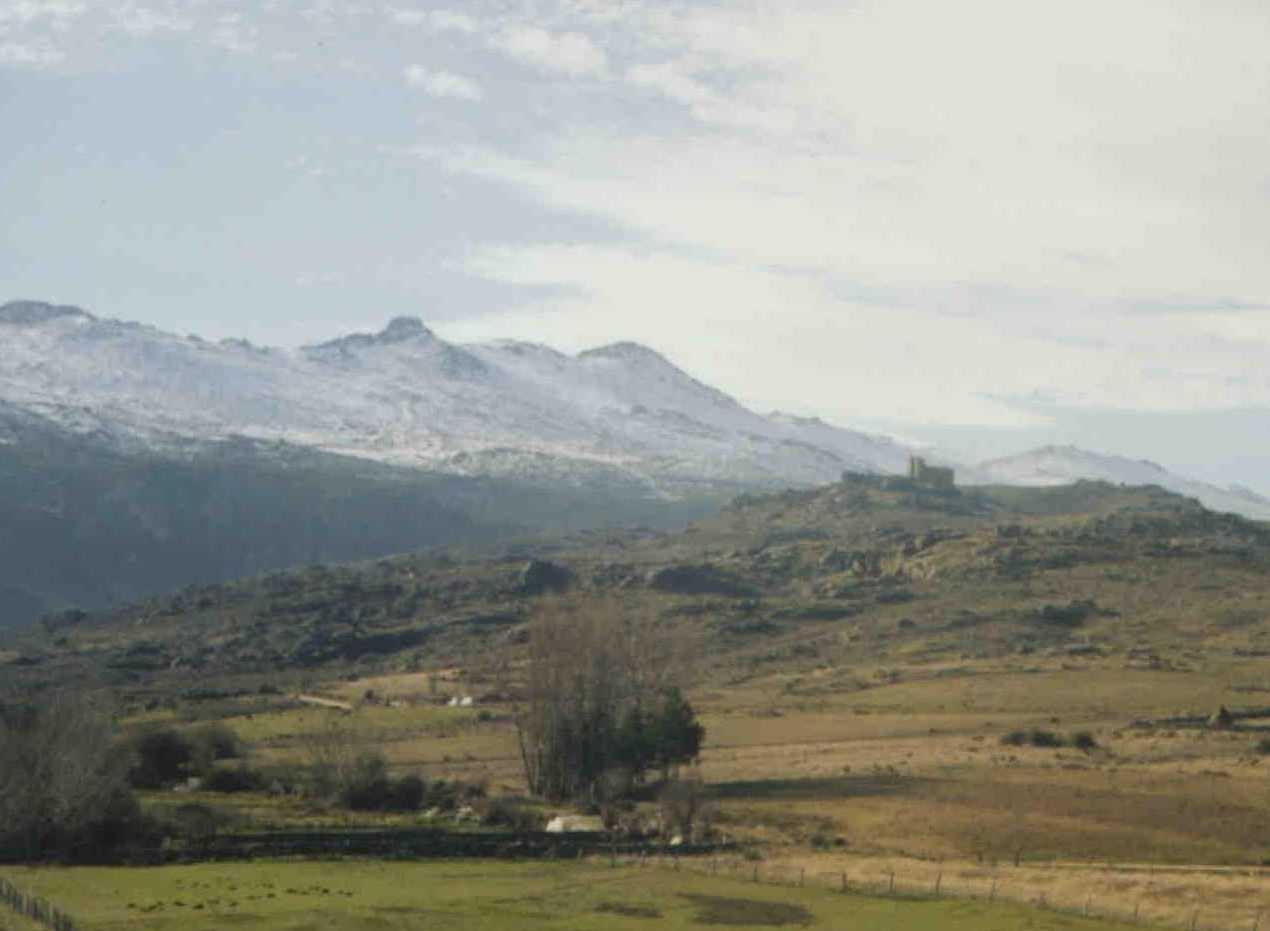
Sierra de la Paramera. Silueta del castillo de Manqueospese

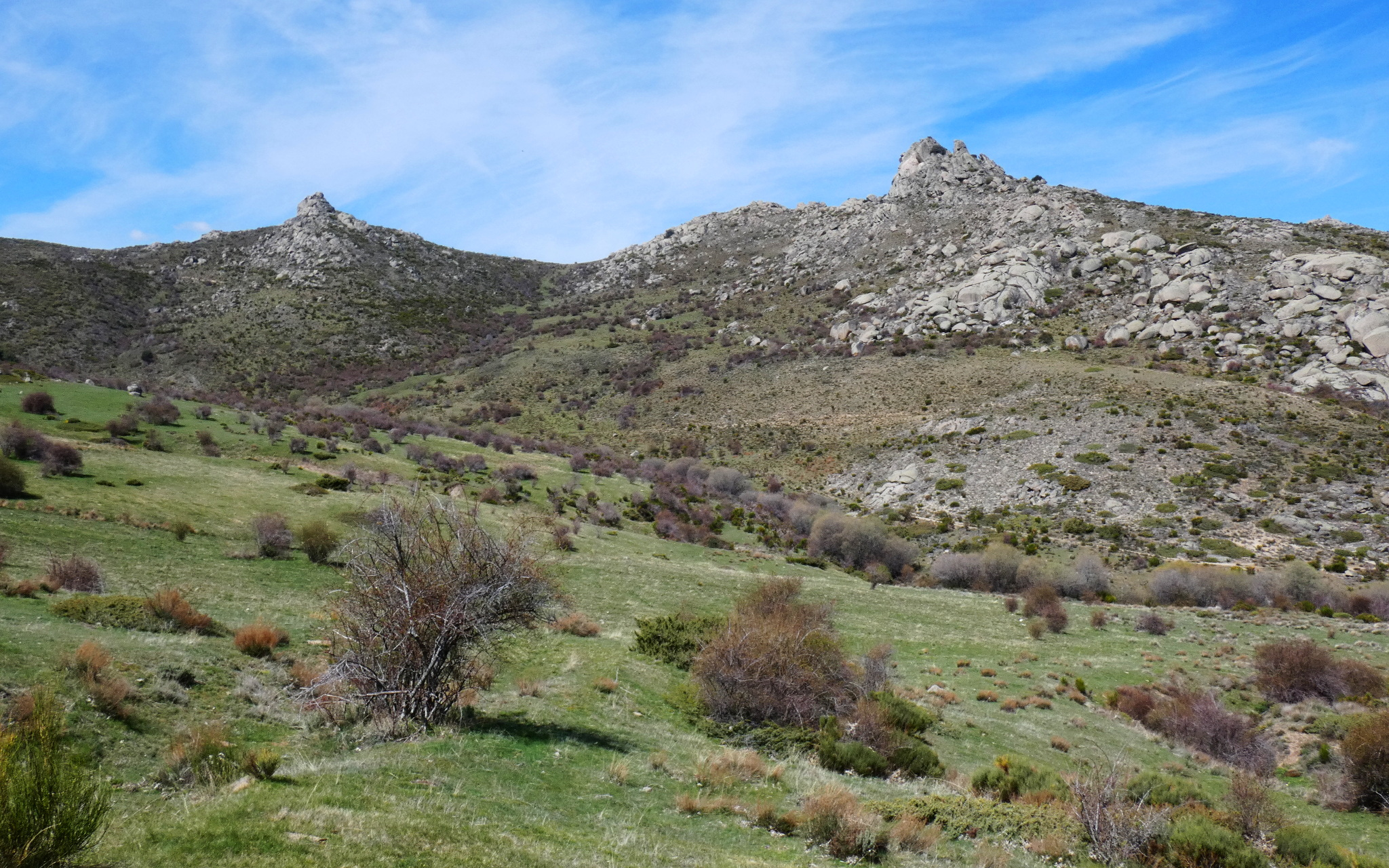
La Poveda y El Gavilán, en los alrededores del castro de Ulaca.

Otro aspecto destacable es el modelado granítico generado por la covergencia de varios factores favorables, tales como la composición mineralógica de estas rocas granudas, la red de diaclasado o los climas (o paleoclimas) adecuados para su alteración. El resultado es la elaboración de grandes formas graníticas, con una variada tipología: cúpulas o domos, lanchares, dorsos de ballena , formas fungiformes, tors residuales, piedras caballeras, bolos etc., formando berrocales o pedrizas, también son frecuentes los pasillos o callejones y los bloques partidos, que ayudan a conferirle un carácter caótico a estos paisajes.
Los procesos dominantes son el lajamiento, la descamación y la disgregación granular por procesos físico-químicos. En muchos casos se trata de formas heredadas, generadas bajo potentes horizontes de arenización, en condiciones climáticas subtropicales de sabana, seguramente en el Terciario superior, y posteriormente exhumadas. 
A estas morfologías se le sobreimponen formas menores de meteorización, como las gnammas o pilancones, con formas muy evolucionadas (aros de piedra o rock doughnuts), tafonis, estrías y surcos de disgregación a modo de un pseudo-lapiaz.

## Flora
En cuanto a la vegetación predomina el matorral. Algunas plantas características de estas sierras son: el piorno (Cytisus purgans), el erizo serrano (Armeria caespitosa), el enebro rastrero (Juniperus nana), la genciana (Gentiana pneumonanthe), la hepática blanca (Parnassia palustris), la escoba (Cytisus scoparius), la hiniesta (Genista cinerascens), el azafrán serrano (Crocus carpetanus), la botonera (Santolina rosmarinifolia),  el tomillo (Thymus zygis), la mejorana (Thymus mastichina), el berceo (Stipa gigantea), la dedalera (Digitalis thapsi), la flor de leche (Luzula lactea) y el cantueso (Lavandula pedunculata). 
En zonas basales pueden encontrarse algunos bosques de robles, rebollos o melojos (Quercus pyrenaica). El bosque de rebollos mejor conservado se sitúa en La Bardera de Villatoro, en las cercanías del nacimiento del río Adaja. También pueden encontrarse alisos (Alnus glutinosa), servales (Sorbus aucuparia), bosquetes de álamos temblones (Populus tremula), majuelos (Crataegus monogyna), endrinos (Prunus spinosa), espinos cervales (Rhamnus catharticus), escaramujos (Rosa canina) y madreselvas.
En fisuras de rocas y en canchales graníticos Cryptogramma crispa. En roquedos graníticos Asplenium septentrionale. A partir de los 1.500 m Juniperus communis subsp. nana. En claros del encinar Osyris alba. En suelos pedregosos Cerastium brachypetalum Pers. subsp. tauricum (Sprengel) Murb.. En melojares Paeonia broteri. En roquedos graníticos Cardamine resedifolia. En laderas pedregosas Sedum album subsp. micranthum. En prados de diente Sedum anglicum subsp. anglicum. 

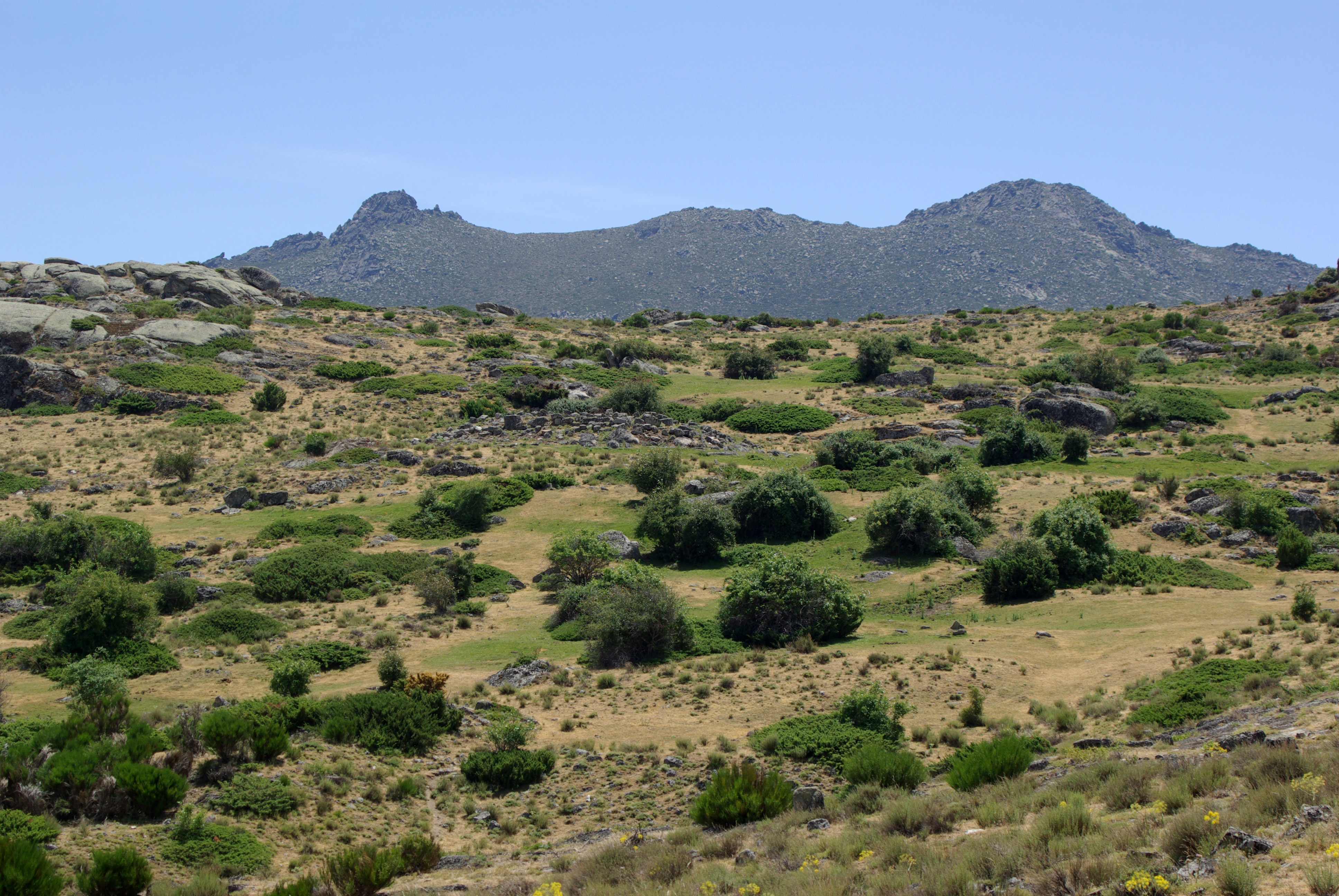
Vegetación en la sierra de la Paramera

En fisuras y grietas de rocas ácidas Sedum brevifolium. Abundante y frecuente en grietas de rocas ácidas desde la base hasta cotas de 2.000 m Sedum hirsutum All. subsp. hirsutum. en el barranco del Majada a una altura de 1.500 m Sedum lagascae. En suelos arenoso-silíceos Sedum pedicellatum. En roquedos graníticos entre 1.700 m y 2.000 m Saxifraga pentadactylis Lapeyr. var. willkommiana  (Boiss.) Engler & Irmsch.. En prados húmedos Saxifraga granulata L. subsp. graniticola Webb. En prados de diente con humedad edáfica Potentilla erecta. En orlas de bosque Crataegus monogyna. En piornales oromediterráneos Genista cinerea subsp. cinerascens. En tomillares y etapas seriales del encinar Ruta montana. 
En ribazos Ferula communis. En pastizales de Minuartio-Festucion indigestae Rivas Martínez, Armeria juniperifolia y Armeria splendens (Lag. et Rodr.) Webb subsp. biguerrensis  (C. Vicioso et Beltrán) P.Silva. En tomillares y etapas aclaradas del melojar Acinos alpinus (L.) Moench subsp. alpinus. En suelos de textura arenosa Veronica arvensis. En pastizales vivaces Leucanthemopsis pallida  (Miller) Heyw. subsp. pallida. En pastizales terofíticos orófios Holcus gayanus. En fisuras y canchales de rocas graníticas Ornithogalum concinnum. En claros de encinar Asparagus acutifolius.
En las márgenes de los ríos aparecen retazos del típico bosque galería a base de chopos y sauces. Respecto a las masas de repoblación destacan los pinares de Pinus sylvestris y Pinus pinaster Pudiéndose comprobar tras esta descripción que el área de extensión potencial en cada piso bioclimático de la vegetación que hoy se observa refleja el intenso uso a que se ha visto sometida

## Fauna

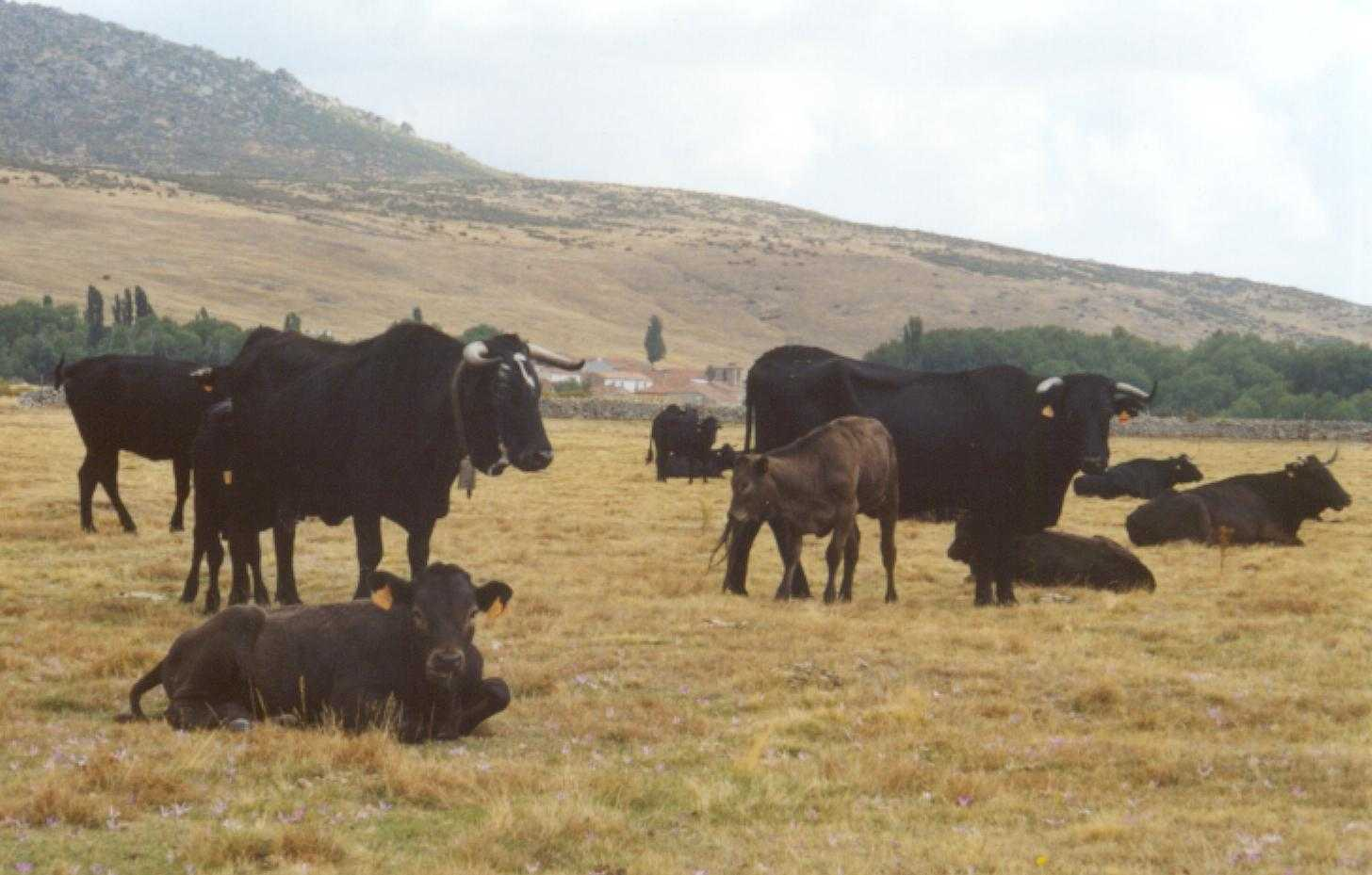
Rebaño descansando en la rastrojera (Garganta del Villar)

Desde el punto de vista faunístico sobresalen las aves por su número y valor, especialmente las comunidades de paseriformes y rapaces. Los paseriformes están ampliamente distribuidos, tanto en el piso basal (collalba rubia, rabilargo, curruca mirlona, tarabilla común, picogordo, ...) como en los piornales, pedrizas, cervunales y praderías (pechiazul, roqueros rojo y solitario, acentor común, bisbita ribereña, cogujada montesina, alondra común, totovía, escribano montesino, ...). Uno de los grupos de mayor valor faunístico son las comunidades de rapaces, donde destacan sobre todo el águila imperial, el buitre negro, el buitre leonado, el águila real, el halcón peregrino, el elanio azul, ..., que vuelan estos parajes desde sus asentamientos más meridionales. Junto a ellos existen otras especies muy valiosas de la fauna ibérica como la cigüeña negra, alimoche, sisón, búho real, águila culebrera, gavilán, alcotán, ... Por lo que respecta a los mamíferos reseñar la presencia del gato montés y del introducido visón americano, junto a un buen número de micromamíferos (desmán de los Pirineos, musaraña española y musaraña carpetana,...). También entre los anfibios y reptiles hay especies valiosas como la salamandra común ibérica, gallipato, tritón ibérico, lagarto verdinegro, lagartija serrana,

## Patrimonio histórico
En el área del espacio natural se encuentran el castro vetón de Ulaca, que junto con otros castros de la provincia forman un conjunto con gran interés arqueológico, el yacimiento visigodo de la Cabeza de Navasangil y los castillos de Manqueospese y de Villaviciosa

## Municipios
El espacio natural de las Sierras de la Paramera y Serrota pertenece a la provincia de Ávila, está situado en su zona central, afectando total o parcialmente a los términos municipales de:
| - Riofrío - Mironcillo - Sotalvo - Solosancho - La Hija de Dios | - Narros del Puerto - Muñotello - Pradosegar - Villatoro - Casas del Puerto | - Villafranca de la Sierra - Navacepedilla de Corneja - Garganta del Villar - Cepeda de la Mora - Mengamuñoz | - Navalacruz - Navarredondilla - San Juan del Molinillo - Navalmoral de la Sierra |

## Límites

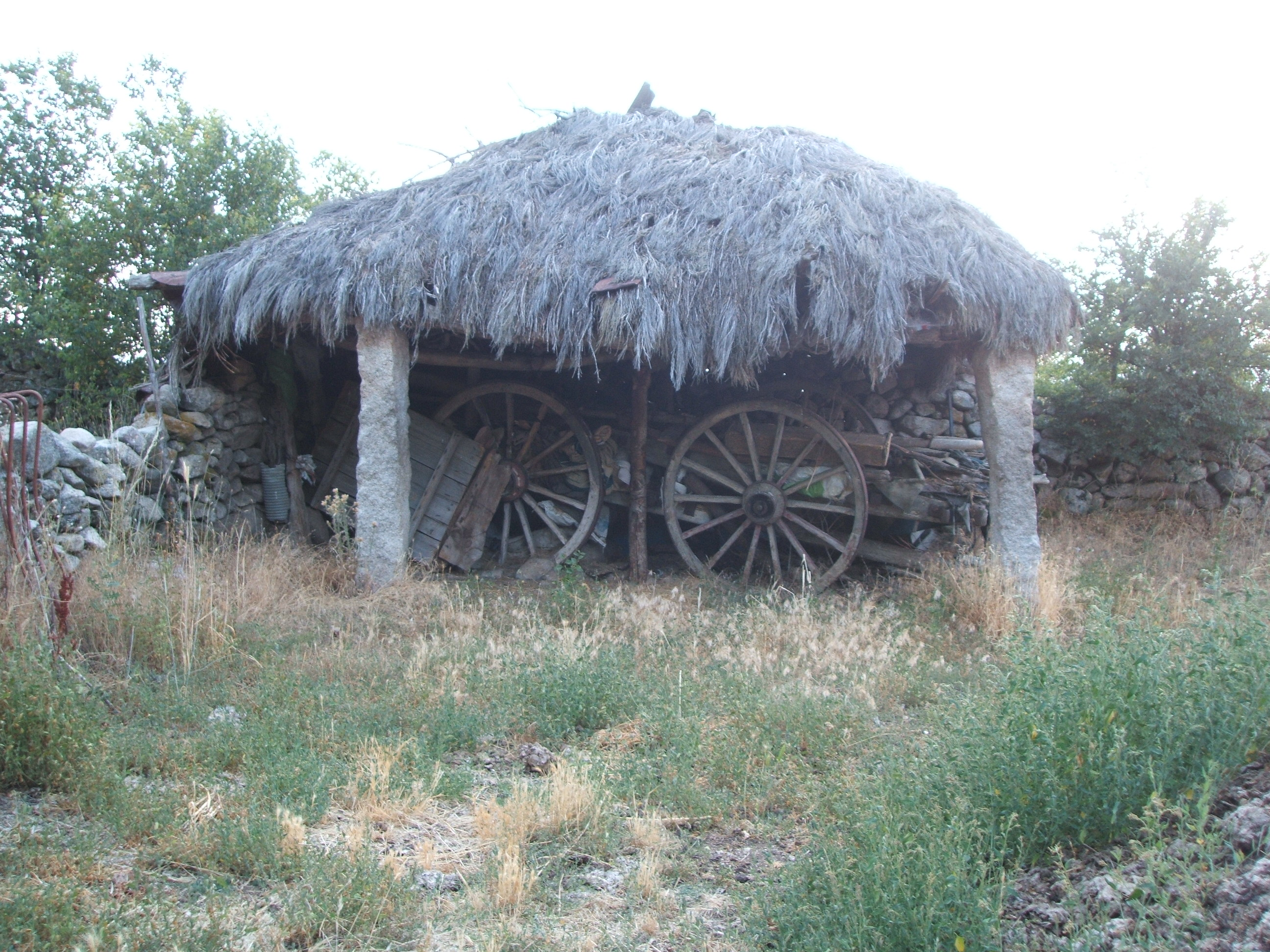
Carros en chozo (raíces vetonas). Garganta del Villar

Los límites geográficos son los siguientes:
- Límite este.- Se inicia en el cruce de la carretera AV-900 con la que conduce a Mironcillo; recorre dicha carretera AV-900 en dirección sur hasta Navalmoral de la Sierra.

- Límite sur.- Desde Navalmoral de la Sierra sigue la comarcal AV-905, la antigua C-500 hasta el cruce con la carretera que conduce a la nacional N-502 recorriéndola en toda su longitud, continúa por la N-502 hasta el norte hasta la Fonda de Santa Teresa, donde toma la carretera que, en dirección oeste, conduce a Garganta del Villar. En este pueblo se desvía siguiendo la carretera que lleva a Navacepedilla de Corneja y Villafranca de la Sierra. Desde este último enlaza con la N-110 a la altura de la Venta de Juan Lorenzo.

- Límite norte.- Recorre la N-110 desde dicha Venta hasta el pueblo de Villatoro. Desde este continúa por los caminos carreteros que unen Villatoro con Pradosegar, éste con Muñotello y Muñotello con Narros del Puerto. Desde Narros del Puerto toma la carretera que llega a La Hija de Dios, donde toma la C-502 hasta, en dirección NE, llegar a Solosancho. Aquí toma el camino que conduce a Riatas y, siguiendo, a Sotalvo. De Sotalvo se dirige a Mironcillo y desde éste, recorriendo la carretera que para por Riofrio, se llega al cruce inicial.